# Список міністрів юстиції Ємену

## Історія
Запроваджено в 1963, Міністерство юстиції Ємену прагне до розвитку незалежної судової влади шляхом нагляду за такими операціями, як податкові та адміністративні послуги. Крім того, міністерство відповідає за такі завдання:
- Складання законопроектів, які впливають не тільки на судову систему, але й на міністерство в цілому
- Сприяння професійним відносинам між судовими органами, влади та юристів
- Представництво Ємену в регіональних та міжнародних семінарах, що стосуються питань судочинства та правових питань

Хоч назви й схожі, Міністерство юстиції відрізняєтся від Міністерства з прав людини, останнє зосередженне на правах людини та громадській свободі громадян Ємену

## Список міністрів[3]
- Абдул Рахман Яхья Аль-Ірьяні (1962-1963)
- Мухаммед Алі Аль-Аква (1963-1964)
- Мухаммед Ісмаїл Ель Хаджі (1964-1965)
- Мухаммед бін Мухаммед аль-Мансур (1966-1967)
- Мухаммед Ісмаїл Ель Хаджі (1967-1969)
- Алі бен Алі аль-Самман (1969-1970)
- Хуссейн Алі (1970-1971)
- Алі бен Алі аль-Самман (1972-1973)
- Мухаммед Ісмаїл Ель Хаджі (1973-1974)
- Алі бен Алі аль-Самман (1974-1978)
- Ісмаїл Ахмед Аль-Вазір (1978-1980)
- Мохсен Мухаммед аль-Олафі (1980-1983)
- Ахмед Мохамед Ель-Гобі (1983-1988)
- Мохсен Мухаммед аль-Олафі (1988-1990)
- Абдул Васса Ахмед Салам (1990-1993)
- Абдулла Ахмед Ганем (1993-1994)
- Абдул Вахаб Лутф Алділмі (1994-1997)
- Ісмаїл Ахмед Аль-Вазір (1997-2001)
- Ахмед Абдалла Акабат (2001-2003)
- Аднан Омар аль-Джафрі[4] (2003-2006)
- Газі Шааф аль-Агбарі[5] (2006-2011)
- Муршід Алі Аль-Аршані[6][7] (2011-2014)
- Халед Омар Баюнайді[8][9][10] (2014-2016)
- Ахмед Абдулла Акабат[11][12][13] (2016-2017)
- Джамал Мохаммед Омар[14][15][16] (2017-нині)